# Zeiraphera lariciana
Zeiraphera lariciana — вид лускокрилих комах родини листовійок (Tortricidae).

## Поширення
Вид поширений в Китаї (Хебей, Хейлунцзян) і Японії.

## Опис
Розмах крил 14-17 мм. Личинки живляться хвоєю модрини Larix gmelinii. 